# Korkenzieherregel

Ein Strom I, der durch einen geradlinigen Leiter fließt, erzeugt ein Magnetfeld B, dessen Feldlinien kreisförmig um den Leiter herum verlaufen.

Die Korkenzieherregel, alternativ auch Rechte-Faust-Regel, Rechter-Daumen-Regel, Schrauben- oder Umfassungsregel genannt, ist eine Merkregel zur anschaulichen Bestimmung der Richtung des von einem stromdurchflossenen Leiter erzeugten Magnetfelds. Die ebenfalls gebräuchliche Bezeichnung der Korkenzieherregel als Rechte-Hand-Regel dagegen ist nicht eindeutig, da dies auch ein Synonym für die Drei-Finger-Regel der rechten Hand ist. Die in technischen Bereichen übliche Dart-Darstellung ermöglicht die kompakte Darstellung der dritten Dimension einzelner Elemente in einer 2D-Grafik: {\displaystyle \otimes } für „ins Bild hinein“ (Ansicht des hinteren Endes eines Dartpfeils) und {\displaystyle \odot } für „aus dem Bild heraus“ (Spitze des Dartpfeils).
Zu berücksichtigen ist außerdem, dass zu jeder „Rechte-Faust-“ bzw. „Rechter-Daumen-Regel“ eine komplementäre „Linke-Faust-Regel“ bzw. „Linker-Daumen-Regel“ für die umgekehrte Stromrichtung (also die Flussrichtung negativer Ladungsträger) formuliert werden kann.

## Korkenzieherregel, Schraubenregel

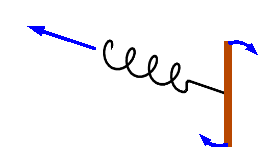
Die Korkenzieherregel

Dreht man einen Korkenzieher so, dass er sich in die konventionelle bzw. technische Stromrichtung, d. h. vom elektrischen Plus- zum Minuspol, vorwärts schraubt, gibt sein Drehsinn damit die Richtung der durch den Stromfluss erzeugten Magnetfeldlinien an, wobei angenommen wird, dass dieser Drehsinn bei üblichen Korkenziehern stets der nach rechts, also im Uhrzeigersinn ist.
Analog wird bei Formulierung der Regel als „Maxwellsche Schraubenregel“ postuliert, dass, wenn man eine Schraube in konventioneller bzw. technischer Stromrichtung vorwärts schraubt, ihr Drehsinn dabei die Richtung der durch den Stromfluss erzeugten Magnetfeldlinien angibt, wobei auch hier stillschweigend vorausgesetzt wird, dass man dabei eine Schraube mit Rechtsgewinde verwendet.

## Rechte-Faust-Regel, Rechter-Daumen-Regel, Umfassungsregel

Die Rechte-Faust-Regel

Wird der Leiter mit der rechten Hand so umfasst, dass der abgespreizte Daumen die konventionelle bzw. technische Stromrichtung, d. h. vom elektrischen Plus- zum Minuspol, anzeigt, so zeigen die gekrümmten Finger die Richtung des entstehenden Magnetfeldes an.
Für einen Kreisstrom, z. B. in der Spule eines Elektromagneten (s. u.), gilt dementsprechend: 
Wird die Spule mit der rechten Hand so umfasst, dass die Finger in Richtung der technischen Stromrichtung gekrümmt sind, zeigt der abgespreizte Daumen in Richtung des sich bildenden magnetischen Nordpols.
Wie angedeutet, ist die technische Stromrichtung dabei der tatsächlichen Bewegungsrichtung der Leitungselektronen entgegengesetzt. Ersetzt man dagegen in der obigen Formulierung die rechte Hand durch die linke, erhält man damit eine Regel, die der realen Bewegungsrichtung der Elektronen Rechnung trägt – dementsprechend als Linke-Faust- bzw. Linker-Daumen-Regel bezeichnet, setzt diese Regel sich allerdings gegenüber der traditionellen Rechte-Faust- bzw. Rechter-Daumen-Regel nur sehr langsam, namentlich in neueren Quellen, durch.
Grundlage der Regel bildet das Ampèresche Gesetz
{\displaystyle \operatorname {rot} {\vec {H}}={\vec {J}}} bzw. dessen integrale Form
{\displaystyle \oint \limits _{\mathcal {C}}{\vec {H}}\cdot {\text{d}}{\vec {s}}=\iint \limits _{\mathcal {A}}{\vec {J}}\cdot {\text{d}}{\vec {a}}}
wo das eine Integral über die Fläche {\displaystyle {\mathcal {A}}} und das andere über deren Randkurve {\displaystyle {\mathcal {C}}} gebildet wird.

## Richtungsbestimmung der Lorentzkraft

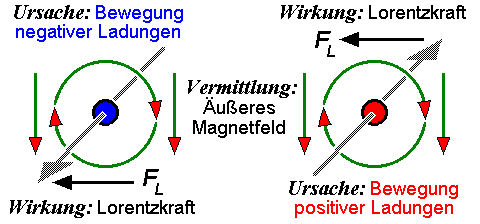
Zustandekommen der Lorentzkraft

Der Strom in einem Leiter erzeugt um den Leiter ein Magnetfeld, dessen Richtungssinn sich gemäß der Rechte-Faust-Regel wie folgt ergibt: Fließt der Strom in Richtung des Daumens (technische Stromrichtung) durch den umfassten Leiter (im nebenstehenden Bild rechts nach hinten), bildet sich um diesen ein Magnetfeld in Richtung der (im nebenstehenden Bild rechts im Uhrzeigersinn) gekrümmten Finger. In Verbindung mit einem äußeren – quer zum Leiter gerichteten – Magnetfeld ergibt sich auf der einen Seite des Leiters ein verstärktes, auf der anderen dagegen ein abgeschwächtes Magnetfeld. Die Lorentzkraft {\displaystyle F_{\mathrm {L} }} wirkt in Richtung vom verstärkten zum abgeschwächten Magnetfeld (im nebenstehenden Bild nach links).
Anwendungen dieses Prinzips sind elektrodynamische Antriebe aller Art:
- Elektromotoren
- Schwingspulen von Lautsprechern
- Galvanometerantriebe, Drehspulmesswerke

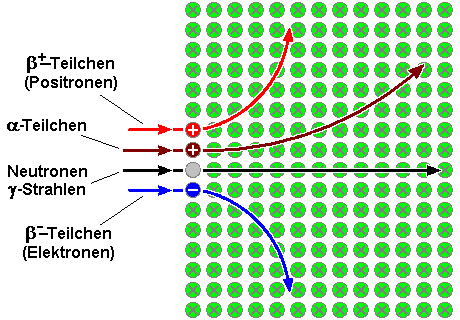
Ablenkung ionisierender Strahlung durch ein Magnetfeld

Aber auch frei durch ein Magnetfeld fliegende elektrische Ladungen erfahren eine Kraft in der beschriebenen Weise und Richtung, die sie aus ihrer ursprünglichen Bahn ablenkt. Infolge der Ablenkung ändert sich allerdings auch ständig die Richtung der Lorentzkraft: Sie wirkt stets im rechten Winkel zur Bewegungsrichtung, also als Zentripetalkraft, was dazu führt, dass bewegte Ladungen, die durch ein homogenes Magnetfeld abgelenkt werden, dabei, anders als z. B. bei Ablenkung durch ein homogenes elektrisches Feld, stets eine Kreisbahn beschreiben.
Anwendung findet dies bei der magnetischen Ablenkung geladener bewegter Teilchen:
- Ablenkung der Elektronen in der Bildröhre
- Krümmung der Bahn geladener Teilchen in der Nebelkammer
- Ablenkung und vorübergehende berührungsfreie Aufbewahrung von Elementarteilchen, die durch Teilchenbeschleuniger beschleunigt wurden, in magnetisch stabilisierten Speicherringen
- Sortierung von Ionen nach Art bzw. Masse bei der Massenspektrometrie

## Bestimmung der Polung eines Elektromagneten

Magnetfeld einer stromdurchflossenen Spule (hier ohne Eisenkern): Nordpol rechts, Südpol links

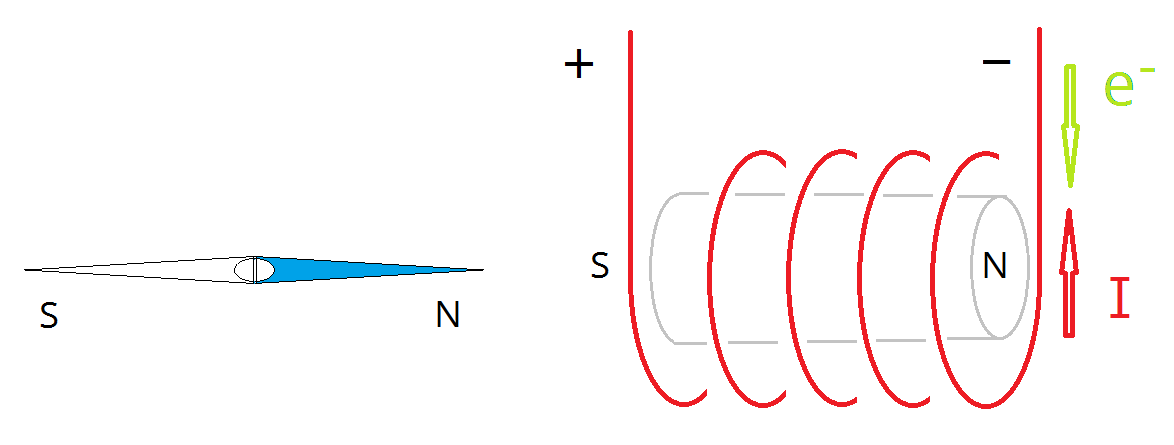
Magnetpole einer stromdurchflossenen Spule und Ausrichtung einer Kompassnadel
I: technische Stromrichtung e-: Elektronenfluss

Ein Elektromagnet besteht aus vielen, gleichsinnig von Strom durchflossenen Leitern in einem offenen Eisenkern. Alle den Wicklungsquerschnitt füllenden Leiter besitzen dabei je ein sie umgebendes Magnetfeld, dessen Feldlinien, da die Stromrichtungen aller Windungen gleich sind, auch sämtlich in dieselbe Richtung verlaufen und sich damit zu einem den gesamten Wicklungsquerschnitt umlaufenden Gesamtfeld summieren. Austrittspunkt dieses Feldes aus dem Eisenkern ist schließlich dasjenige Spulenende, wo sich gemäß der Rechte-Faust-Regel der magnetische Nordpol des Elektromagneten bildet, Wiedereintrittspunkt der Feldlinien in den Eisenkern dasjenige Spulenende, wo sich der magnetische Südpol bildet.
Da sich die entgegengerichteten Feldlinien jeweils benachbarter Spulenwindungen gegenseitig aufheben, haben diese, sobald ein Strom durch sie fließt, das Bestreben, einander näher zu kommen und andererseits aufgrund der gegenseitigen Abstoßung der parallelen Feldlinien im Inneren der Spule den Innenquerschnitt der Spule zu vergrößern. Stromdurchflossene Spulen haben also zum einen das Bestreben, sich quer zu ihrer Längsrichtung auszudehnen, in Längsrichtung dagegen zusammenzuziehen (Prinzip der „Rogetschen Wendel“.).
Elektromagnete finden zahlreiche Anwendungen, von Zug- und Haltemagneten über Elektromotoren bis zur Ablenkung von bewegten Elementarteilchen und Ionen in Teilchenbeschleunigern und Massenspektrometern sowie zur medizinischen Diagnostik mit Hilfe der Magnetresonanztomographie.